# Gouvernement Hedtoft III
 (septembre 2023).
Si vous disposez d'ouvrages ou d'articles de référence ou si vous connaissez des sites web de qualité traitant du thème abordé ici, merci de compléter l'article en donnant les références utiles à sa vérifiabilité et en les liant à la section « Notes et références ».
Royaume de Danemark
Erik Eriksen H. C. Hansen I
Le Gouvernement Hans Hedtoft III est le gouvernement du royaume de Danemark en fonction du 30 septembre 1953 au 1er février 1955.
Il est dirigé par le ministre d'État social-démocrate Hans Hedtoft.
Il succède au gouvernement Erik Eriksen et est suivi du cabinet H. C. Hansen I.

## Composition
| Fonction                                                                                                 | Titulaire | Titulaire              | Parti |
| --- | --------- | ---------------------- | ----- |
| Premier ministre                                                                                         |           | Hans Hedtoft           | SD    |
| Ministre des Affaires étrangères                                                                         |           | Hans Christian Hansen  | SD    |
| Ministre des Finances                                                                                    |           | Viggo Kampmann         | SD    |
| Ministre de la Défense                                                                                   |           | Rasmus Hansen          | SD    |
| Ministre de l'Éducation                                                                                  |           | Julius Bomholt         | SD    |
| Ministre de la Justice                                                                                   |           | Hans Erling Hækkerup   | SD    |
| Ministre de l'Intérieur                                                                                  |           | Johannes Kjærbøl       | SD    |
| Ministre de l'Agriculture                                                                                |           | Jens Smørum            | SD    |
| Ministre Affaires ecclésiastiques                                                                        |           | Bodil Koch             | SD    |
| Ministre du Logement                                                                                     |           | Johannes Kjærbøl       | SD    |
| Ministre de la Pêche                                                                                     |           | Christian Christiansen | SD    |
| Ministre du Commerce                                                                                     |           | Lis Groes              | SD    |
| Ministre des Travaux publics                                                                             |           | Carl Petersen          | SD    |
| Ministre des Affaires sociales et du Travail (jusqu'au 1er novembre 1953) Ministre des Affaires sociales |           | Johan Strøm            | SD    |
| Ministre sans portefeuille (jusqu'au 1er novembre 1953) Ministre de l'Économie et du Travail             |           | Jens Otto Krag         | SD    |